# インクの旗
座標: 北緯29度32分57.1秒 東経34度57分11.8秒 / 北緯29.549194度 東経34.953278度

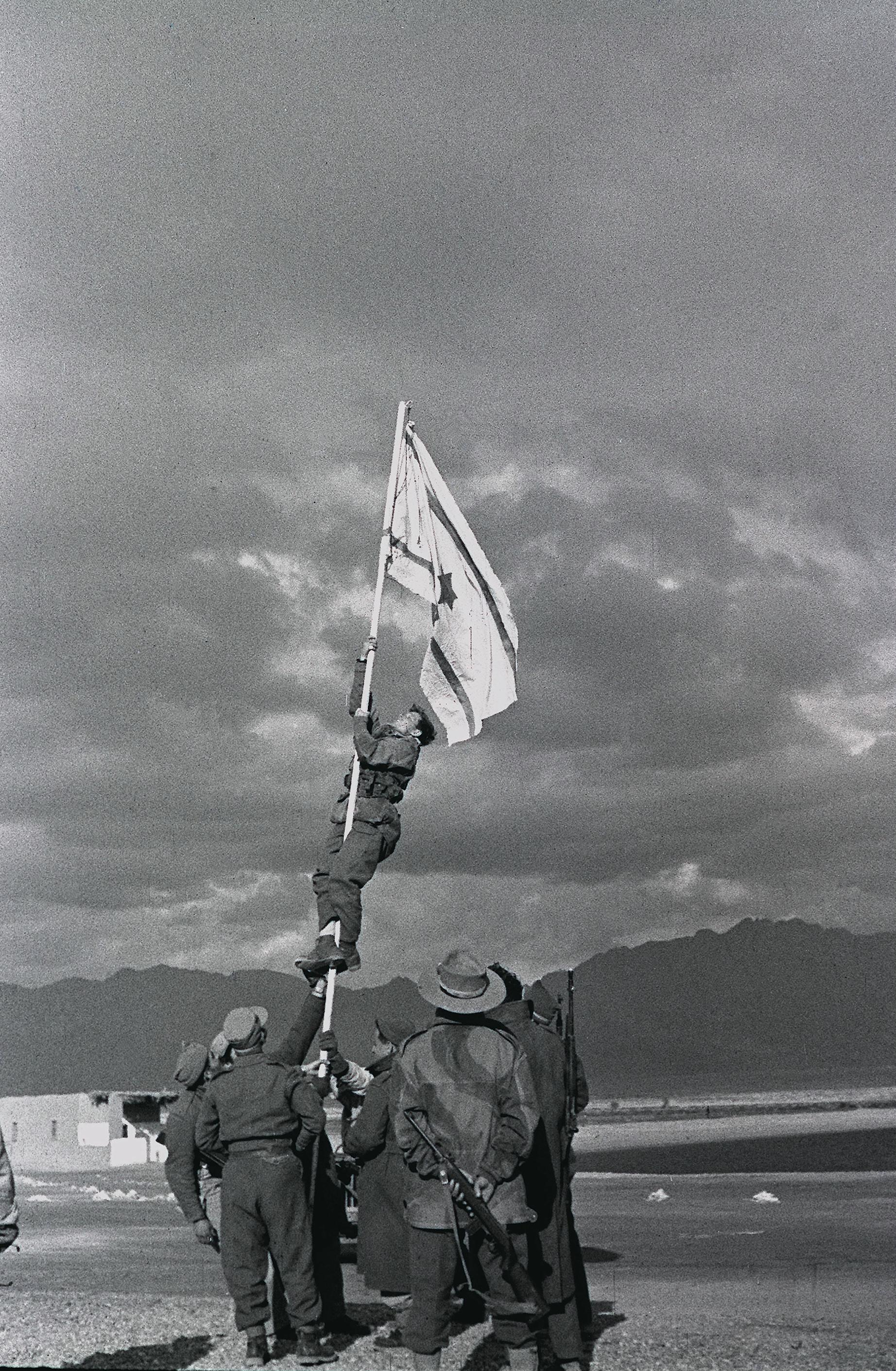
ネゲフ歩兵旅団の兵士、ミカ・ペリーによって撮影された「インクの旗」を掲げるアブラハム・アダン大尉。

インクの旗（ヘブライ語: דֶּגֶל הַדְּיוֹ‎（デゲル・ハ＝ディオ）、The Ink Flag（ザ・インク・フラッグ））とは、第一次中東戦争中の1949年3月10日、ウム・アル＝ラシラシ（現エイラート）を占領したイスラエル兵が掲揚したイスラエル国旗、またはその場面をとらえた写真の名称である。イスラエルにおいてこの写真は第一次中東戦争を象徴する写真となり、イスラエル版「硫黄島の星条旗」となった。

## 背景
1949年3月5日、イスラエル軍は第一次中東戦争最後の攻撃作戦「ウブダ作戦」を開始した。3月10日、ネゲヴ旅団とゴラニ旅団はアカバ湾に面する港町、ウム＝ラシラシ（のち聖書にちなみエイラートと改称）を無血占領したが、イスラエル兵たちはイスラエル国旗を持っていなかったのでネゲヴ旅団長、ナハム・サリグの命令により第8大隊の歩兵中隊長、アブラハム・アダン大尉は近くのホテルからシーツを取ってきて、青インクで2本の青線を引き、救命キットから（いわゆる「赤十字」はイスラエルではダビデの星である）とってきたダビデの星を縫い付けてイスラエル国旗に仕立てた後、仲間が見守る中それを掲揚した。その瞬間を撮影したのが「インクの旗」である。
現在のエイラートでは、「インクの旗」が掲揚された場所に彫刻家バーナード・リーダー製作の銅像がある。位置は、北緯29度32分57.1秒 東経34度57分11.8秒 / 北緯29.549194度 東経34.953278度である。

## 写真

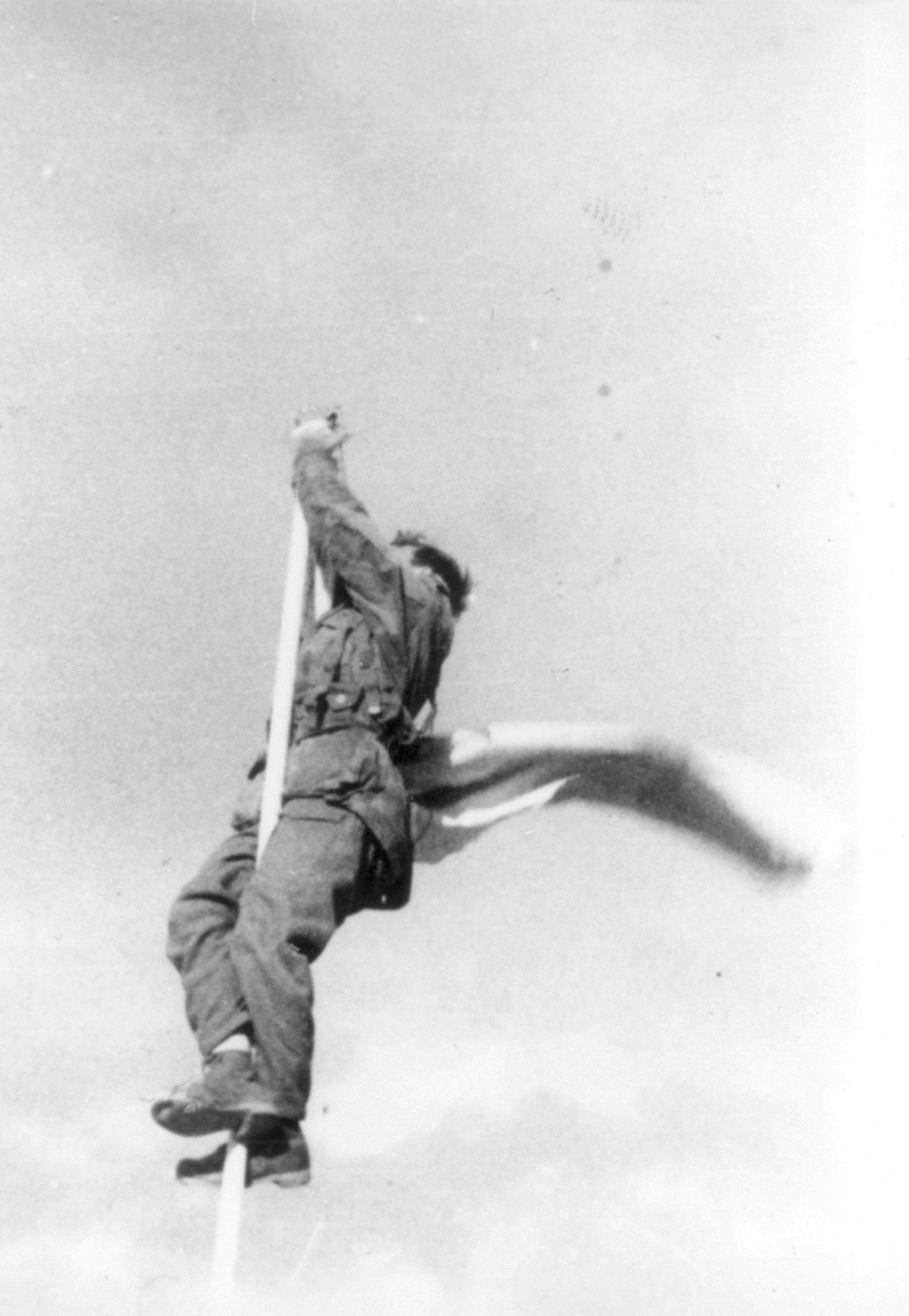
旗を取りつけているアダン。
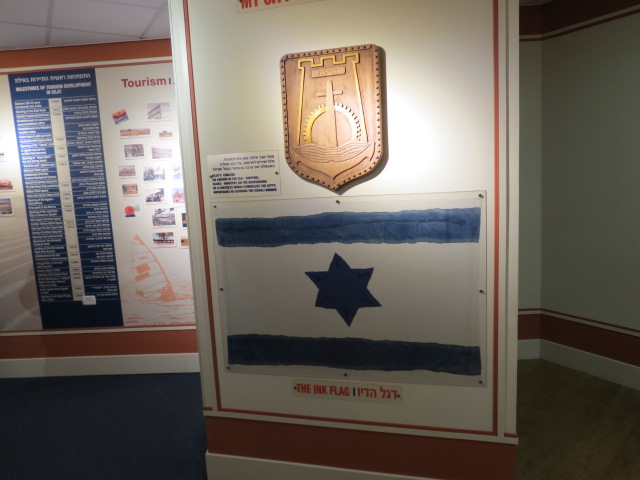
エイラート博物館に展示されている「インクの旗」の現物。
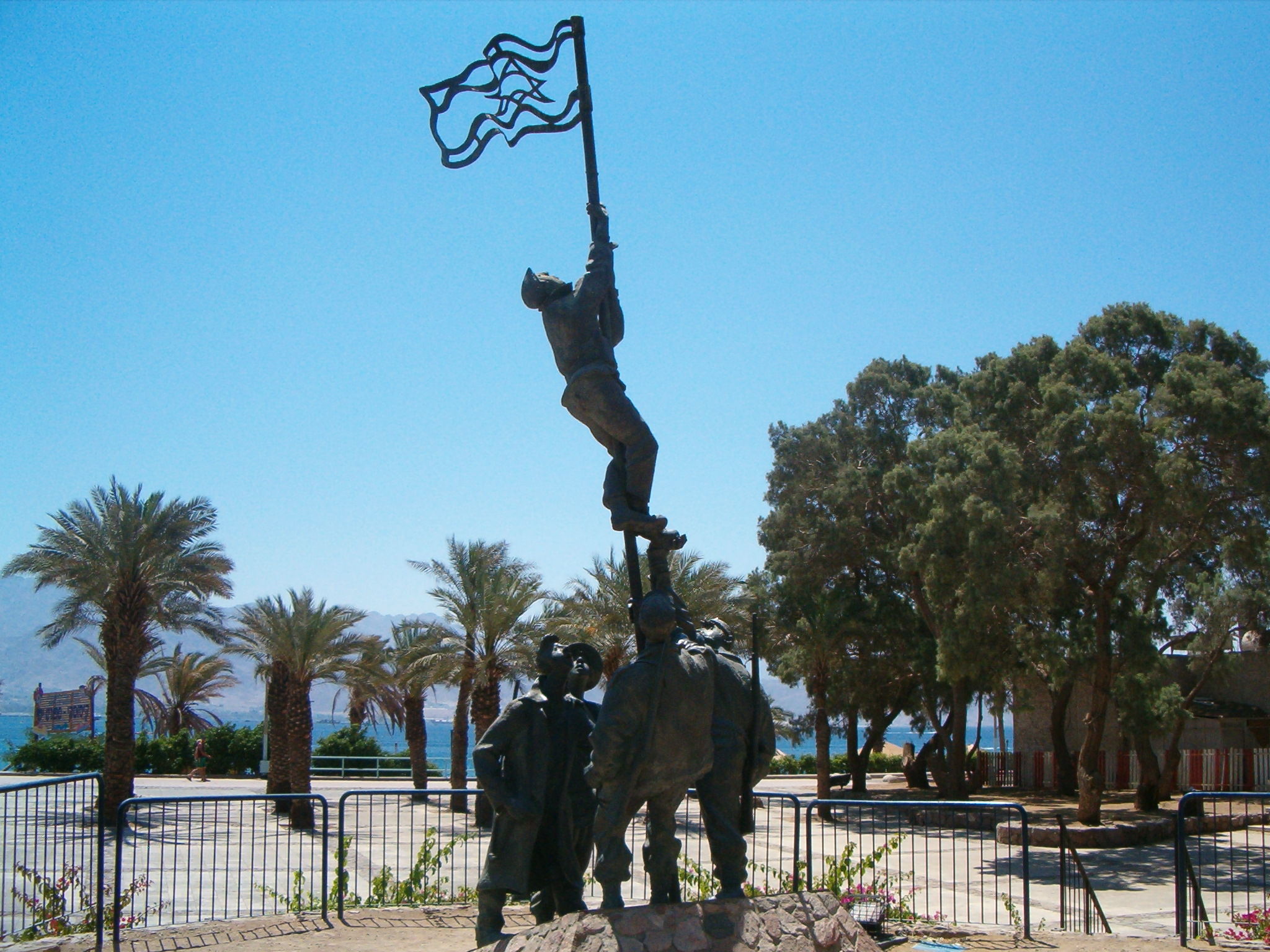
バーナード・リーダーによる彫刻。
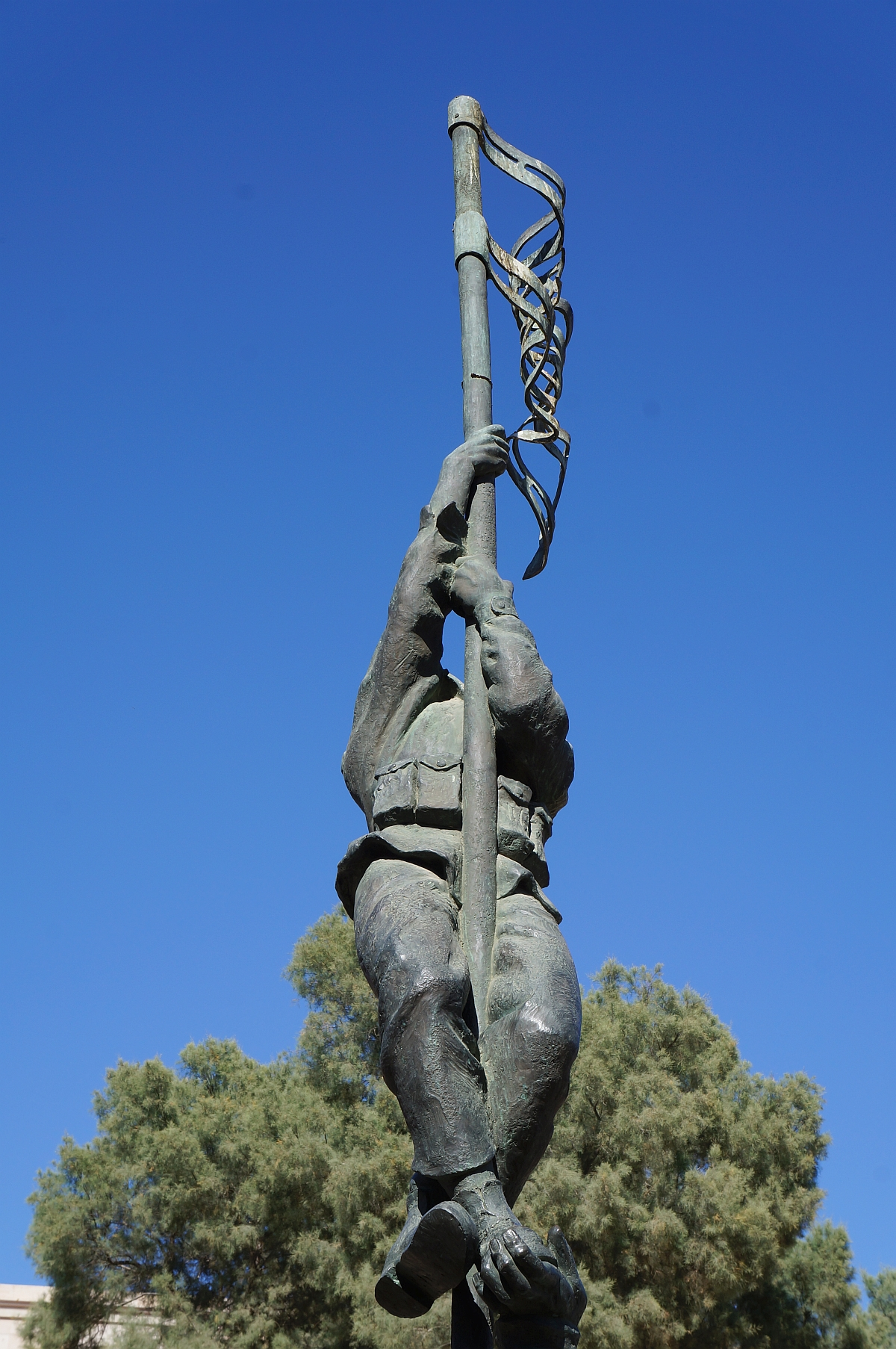
棒に上る人物（アダン）